# Казначейша
«Казначейша» — советский телефильм-опера 1980 года, снятый режиссёром Виктором Окунцовым на Лентелефильме. Создан по опере Бориса Асафьева «Казначейша», которая, в свою очередь, создана по поэме М. Ю. Лермонтова «Тамбовская казначейша».

## Сюжет
События происходят в начале XIX века в провинциальном Тамбове. Спокойную, размеренную жизнь городка нарушает приезд уланского полка. Старый казначей устраивает бал, на котором проигрывает в карты всё свое состояние и красавицу жену молодому улану Гарину.

## Создатели
Ведущий — Александр Демьяненко.
Хор Ленинградского Академического театра оперы и балета имени С. Кирова, хормейстер — Л. Тепляков.
Эстрадно-симфонический оркестр Ленинградского Комитета по телевидению и радиовещанию, дирижёр — Станислав Горковенко.
Роли исполняют артисты Ленинградского академического Большого драматического театра им. М. Горького, оперные партии — солисты Академического театра оперы и балета им. С. М. Кирова.

### В ролях
- Казначейша — Наталья Данилова (поёт Людмила Касьяненко)
- Гарин — Сергей Лейферкус
- Казначей — Валерий Кузин (поёт Николай Охотников)
- Улан — Игорь Еремеев (поёт Михаил Егоров)
- Кузина — Елена Павловская (поёт Людмила Филатова)
- Трактирщик — Андрей Храмцов
- Судья — Георгий Тейх (поёт Матвей Гаврилкин)
- Уездный предводитель — Семён Берлин (поёт В. Мещеряков)
- Исправник — Е. Федотов
- Советник — В. Кузнецов (поёт Е. Бойцов)
- Андрюшка — М. Лебедев (поёт Н. Глинкина)